# Germain Charpentier
Pour les articles homonymes, voir Charpentier (homonymie).
Germain Charpentier  (9 avril 1771 - Fort Vauban (Fort-Louis) ✝ 11 décembre 1860 à Strasbourg) était un militaire français des XVIIIe et XIXe siècles.

## Biographie
Germain Charpentier entra au service le 1er mai 1792 comme sous-lieutenant au 8e régiment de chasseurs, (ci-devant Guyenne), fit les campagnes de 1792 à l'an III à l'armée du Rhin, et fut blessé a l'affaire de Vadagestein, près de Mayence, le 1er mai 1793 d'un coup de sabre à la tête.
Passé le 2 fructidor an III aide de camp du général Bourcier, il alla en l'an IV à l'armée de Rhin-et-Moselle, devint lieutenant le 3 nivôse, prit part à la bataille de Fressing le 16 fructidor, et obtint le grade de capitaine le 26 germinal an V.
Rentré au 8e régiment de chasseurs le 7 floréal an VI, il fit la campagne de l'an VII à l'armée de Mayence et fut promu chef d'escadron le 13 vendémiaire an VIII.
Employé pendant l'an IX à l'armée du Rhin, et plus tard à celle des côtes de l'Océan, il y reçut la croix de membre de la Légion d'honneur le 25 prairial an XII.

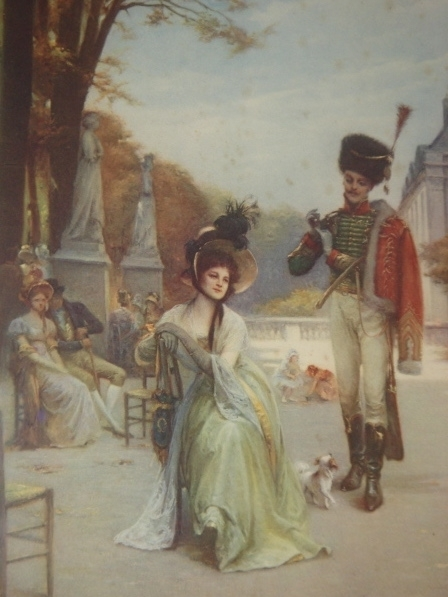
Chasseur à cheval de la Garde impériale.

Il entra le 24 thermidor an XIII dans les chasseurs à cheval de la Garde impériale, fit les campagnes de l'an XIV à 1806 en Autriche et en Prusse, reçut un coup de feu à la tête le 11 frimaire an XIV à la bataille d'Austerlitz, et fut nommé officier de la Légion d'honneur le 14 mars 1806.
Colonel du 3e régiment de chasseurs le 14 août suivant, et attaché aux armées d'Italie et de Dalmatie jusqu'en 1807 inclusivement, il fit partie en 1808 du corps de réserve de cavalerie, et eut le titre de baron de l'Empire le 19 mars de cette dernière année.
Envoyé au 4e corps de la Grande Armée d'Allemagne en 1809, il reçut un coup de sabre à la tête le 23 avril, et deux coups de feu à la main droite le 21 mai suivant au passage du Danube.
Privé par cette dernière blessure de l'usage de la main, il obtint son admission à la retraite le 24 mai 1811. Il résida en ensuite à Strasbourg.

## Armoiries
| Figure | Blasonnement |
|        | Armes du baron Charpentier et de l'Empire (décret du 19 mars 1808, lettres patentes du 25 mars 1809 (Paris)) D'azur à la hache et au sabre d'argent, montés d'or croisés en sautoir au comble de sinople chargé de deux étoiles d'argent, quartier des barons tirés de l'armée. Livrées : les couleurs de l'écu et verd en bordures seulement. |